# Edu Ardanuy
Eduardo Ardanuy (20 de junio de 1967) es un guitarrista brasileño, que fue integrante de bandas Supla, A Chave y Eduardo Araújo, entre otras. Su estilo en la banda Dr. Sin se basa en el heavy metal y hard rock.
Edu comenzó estudiando música y tocando guitarra acústica a los 13 años. Inspirado en artistas como Yngwie Malmsteen, Ritchie Blackmore, Jimmy Page, Jimi Hendrix, Jeff Beck, Alex Lifeson, entre otros. Él estudió diez horas por día. A los 22 estaba en dos bandas, "A Chave" y "Anjos da Noite" y tocaba en los clubes nocturnos en São Paulo. A los 25 años se unió a la banda de hard rock Dr. Sin, donde todavía toca.
Es conocido por su gran habilidad para tocar la guitarra , apareciendo en las columnas de revistas.

## Discografía
- A New Revolution - The Key
- Anjos da Noite - Anjos da Noite
- Encoleirado - Supla
- Dr. Sin - Dr. Sin
- Brutal / Silent Scream - Dr. Sin
- Insinity - Dr. Sin
- Alive / Live in Brazil - Dr. Sin
- Dr. Sin II / Shadows of Light - Dr. Sin
- 10 Years Live - Dr. Sin
- Listen to the Doctors - Dr. Sin
- Bravo - Dr. Sin

### Solista
- TBA - 2008.